# Bachlenkenkopf
Le Bachlenkenkopf est une montagne qui s’élève à 2 759 m d’altitude dans les Hohe Tauern, en Autriche.